# Staatsforst Altenböddeken
Der Staatsforst Altenböddeken war ein Staatsforst in der Nähe des Ortes Altenböddeken im Kreis Paderborn, Nordrhein-Westfalen. Insgesamt hatte er eine Fläche von 1.400 Hektar. Davon lagen 400 ha in der Gemeinde Bad Wünnenberg und 1000 ha im Stadtgebiet von Büren.
Etwa 44,68 ha des Waldes galten als sogenannter Nichtwirtschaftswald. Diese Flächen waren in 4 Naturwaldzellen unterteilt. Vom Anteil der Gesamtfläche entfielen 54 % auf die Buche, 33 % auf die Fichte, 4 % auf die Eiche und 9 % auf andere Baumarten, die sich im Waldgebiet befinden. Pro Jahr werden circa 12.000 Festmeter Holz eingeschlagen. Im frühen 19. Jahrhundert wurden Teile des südöstlichen Gebiets mit Fichten aufgeforstet. Diese ist auf der Paderborner Hochfläche nicht heimisch, breitete sich aber rasch weiter aus.
Schwere Schäden verursachte im Januar 2007 der Orkan Kyrill. Heute gehört der Staatsforst zum Forstbetriebsbezirk Ringelstein in Büren.